# Лі Чхіхкай
Лі Чхіхкай (англ. Lee Chih-kai; нар. 3 квітня 1996, Їлань, Китайський Тайбей) — тайбейський гімнаст. Спеціаліст у вправах на коні. Перший в історії Китайського Тайбею срібний призер Олімпійських ігор в Токіо, дворазовий призер чемпіонату світу, чемпіон Азійських ігор у вправі на коні.

## Біографія
Дитиною брав участь у документальному фільмі "Стрибайте! Хлопці!". Через 15 років за його участі зняли продовження "Стрибайте. Чоловіки!", що презентували в 2017 році.
В 2018 році брав участь в естафеті олімпійського вогню Олімпійських ігор 2018.

## Спортивна кар'єра
У шість років почав виконувати базові гімнастичні елементи для привернення уваги до родинної ятки на місцевому базарі.

### Результати на турнірах
| Рік  | Змагання              | КБ | ІБ | Вільні вправи | Кінь | Кільця | Опорний стрибок | Паралельні бруси | Перекладина |
| ---- | --------------------- | -- | -- | ------------- | ---- | ------ | --------------- | ---------------- | ----------- |
| 2016 | Олімпійські ігри      |    |    |               | 32   |        |                 |                  |             |
| 2018 | Кубок світу. Котбус   |    |    |               | 1    |        |                 |                  |             |
| 2018 | Азійські ігри         |    |    |               | 1    |        |                 |                  |             |
| 2018 | Універсіада           |    |    |               | 1    |        |                 |                  |             |
| 2018 | Чемпіонат світу       |    |    |               | 3    |        |                 |                  |             |
| 2019 | Чемпіонат Азії        | 3  | 1  |               |      |        |                 |                  |             |
| 2019 | Кубок світу. Мельбурн |    |    |               | 1    |        |                 |                  |             |
| 2019 | Кубок світу. Доха     |    |    |               | 1    |        |                 |                  |             |
| 2019 | Універсіада           | 2  | 3  |               | 1    |        |                 |                  |             |
| 2019 | Чемпіонат світу       |    |    |               | 2    |        |                 |                  |             |
| 2020 | American Cup          |    |    |               | 8    |        |                 |                  |             |
| 2021 | Олімпійські ігри      |    |    |               | 2    |        |                 |                  |             |